# Кобленц (Гёда)

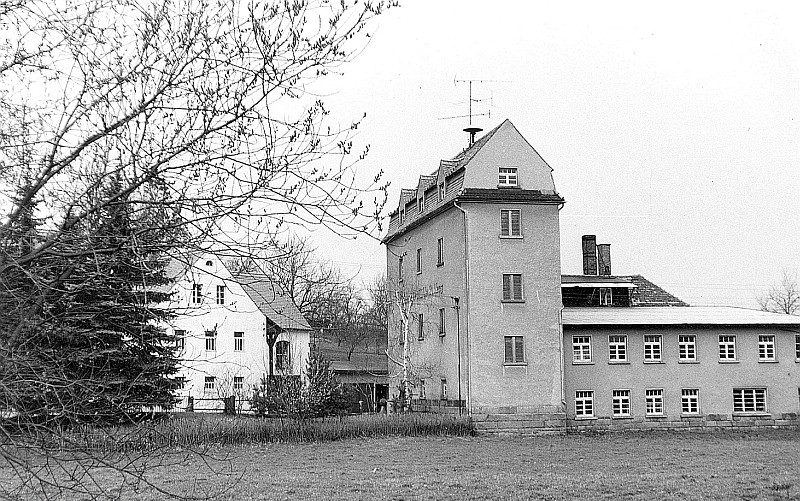
Мельница Фермана, фотография 1980 года. Памятник культуры и истории земли Саксония

Ко́бленц, или Ко́блицы (нем. Coblenz; в.-луж. Koblicyо файле), — деревня в Верхней Лужице, Германия. Входит в состав коммуны Гёда района Баутцен в земле Саксония. Подчиняется административному округу Дрезден.

## География
Находится около одиннадцати километров на запад от Будишина и в трёх километрах северо-западнее от административного центра коммуны Гёда. На севере деревни проходит автомобильная дорога А4 (Дрезден — Вроцлав).
Соседние деревни: на севере — деревня Чешкецы, на востоке — деревни Бечицы, на юге — деревня Нездашецы и на западе — деревня Добранецы.

## История
Впервые упоминается в 1222 году под наименованием Cobuliz.
С 1936 по 1994 года входила в состав коммун Добраниц, Недашюц, Пицшвиц, Цишковиц. С 1974 года входит в современную коммуну Гёда.
В настоящее время деревня входит в состав культурно-территориальной автономии «Лужицкая поселенческая область», на территории которой действуют законодательные акты земель Саксонии и Бранденбурга, содействующие сохранению лужицких языков и культуры лужичан.
Исторические немецкие наименования:
- Cobuliz, 1222
- Kobliz, Gobliz, 1245
- Kobelicz, 1350
- Köblitz, Koblitz, 1559
- Coblenz ,1658

## Население
Официальным языком в населённом пункте, помимо немецкого, является также верхнелужицкий язык.
Согласно статистическому сочинению «Dodawki k statisticy a etnografiji łužickich Serbow» Арношта Муки в 1884 году проживало 83 человека (из них — 77 серболужичан (93 %)).
Лужицкий демограф Арношт Черник в своём сочинении «Die Entwicklung der sorbischen Bevölkerung» указывает, что в 1956 году при общей численности в 696 человек серболужицкое население деревни составляло 35,2 % (из них верхнелужицким языком активно владело 161 человек, 22 — пассивно и 62 несовершеннолетних владели языком).
В 1936 году деревня была объединена с соседними населёнными пунктами и потеряла статус населённого пункта, в результате чего согласно статистике её численность возросла от 88 человек в 1925 году до 588 человек в 1936 году. В 1994 году она вновь обрела статус самостоятельного населённого пункта с численностью населения в 2011 году в 55 человек.
| 1834 | 1871 | 1890 | 1910 | 1925 | 1939 | 1946 | 1950 | 1964 | 1990 | 2011 | 2016 |
| ---- | ---- | ---- | ---- | ---- | ---- | ---- | ---- | ---- | ---- | ---- | ---- |
| 79   | 72   | 74   | 83   | 88   | 588  | 738  | 752  | 640  | 477  | 55   | 51   |

## Достопримечательности
Памятники культуры и истории земли Саксония
- Мельница Фермана, д. 1, 1а, 1832 год (№ 09251427)
- Господский дом, дома 8с, 8d, 1786 год (№ 09251429)
- Wegestein, около дома 7, XIX век (№ 09303824)
- Конюшня, д. 11, 1846 год (№ 08975878)